# Kazuo Ikehiro
Kazuo Ikehiro (池広一夫, Ikehiro Kazuo), né le 25 octobre 1929, est un réalisateur japonais.

## Biographie
Kazuo Ikehiro entre à la Daiei en 1948 comme assistant réalisateur. Son premier film en tant que réalisateur est Bara daimyō, sorti en 1960. Il a réalisé 42 films entre 1960 et 1984.

## Filmographie partielle
- 1960 : Bara daimyō (薔薇大名?)
- 1961 : Kutsukate Tokijirō (沓掛時次郎?)
- 1961 : Hana no kyōdai (花の兄弟?)
- 1963 : Zōhei monogatari (雑兵物語?)
- 1963 : Dokonjō ichidai (ど根性一代?)
- 1964 : Zatōichi une tête de mille ryo (座頭市千両首, Zatōichi senryō-kubi?)
- 1964 : La Légende de Zatoïchi : La Lame (座頭市あばれ凧, Zatōichi abaretako?)
- 1964 : Shinobi no mono: Zoku Kirigakure Saizō (忍びの者　続・霧隠才蔵?)
- 1964 : La Ballade de Kyōshirō Nemuri (眠狂四郎女妖剣, Nemuri Kyōshirō joyōken?)[3]
- 1965 : Wakaoyabun (若親分?)
- 1966 : Dorobō banzuke (泥棒番付?)
- 1966 : Les Oies sauvages (雁, Gan?)
- 1966 : La Légende de Zatoïchi : Le Pèlerinage (座頭市海を渡る, Zatōichi umi o wataru?)
- 1966 : Shinsho shinobi no mono (新書・忍びの者?)
- 1967 : Nemuri Kyōshirō burai hikae: Mashō no hada (眠狂四郎無頼控 魔性の肌?)
- 1967 : Datsugokusha (脱獄者?)
- 1968 : Hitori ōkami (ひとり狼?)
- 1968 : Zoku yakuzabozu (続やくざ坊主?)
- 1968 : Ama kuzure (尼くずれ?)
- 1969 : Hiken yaburi (秘剣破り?)
- 1969 : Nemuri Kyōshirō akujogari (眠狂四郎悪女狩り?)
- 1969 : Nemuri Kyōshirō manji giri (眠狂四郎 卍斬り?)
- 1970 : Onna gokuakuchō (おんな極悪帖?)
- 1971 : Kataashi no eisu (片足のエース?)
- 1972 : Mushukunin mikogami no jōkichi: Kibawa hikisaita (無宿人御子神の丈吉 牙は引き裂いた?)
- 1972 : Mushukunin mikogami no jōkichi: Senpuni kakowanagareta (無宿人御子神の丈吉 川風に過去は流れた?)
- 1972 : Mushukunin mikogami no jōkichi: Tasogareni senkogatonda (無宿人御子神の丈吉 黄昏に閃光が飛んだ?)
- 1984 : Keshō (化粧?)